# John Bryson (polityk)
John Edgar Bryson (ur. 24 lipca 1943 w Nowym Jorku, zm. 13 maja 2025 w San Marino) – amerykański polityk, prawnik i przedsiębiorca. Od 21 października 2011 roku do 21 czerwca 2012 roku sekretarz handlu Stanów Zjednoczonych.

## Życiorys
Ukończył studia na Uniwersytecie Stanforda oraz w Yale Law School. Był doradcą gubernatora Kalifornii Jerry'ego Browna. Następnie zajmował stanowisko CEO Edison International.
31 maja 2011 prezydent Barack Obama mianował go na nowego sekretarza handlu po rezygnacji Gary Locka. 20 października 2011 senat Stanów Zjednoczonych zatwierdził jego nominację i dzień później został zaprzysiężony na sekretarza handlu.
9 czerwca 2012 roku prowadził samochód w pobliżu Los Angeles i został uderzony, po czym ponownie został uderzony przez inny samochód i uciekł z miejsca. Tłumacząc wypadek Bryson powiedział, że znajdował się pod wpływem leków.
21 czerwca 2012 w liście do prezydenta ogłosił, że podaje się do dymisji z powodu nawrotu choroby.